# Brachycentrus
Ne doit pas être confondu avec Brachycentrum.
Genre
Brachycentrus est un genre d'insectes trichoptères de la famille des Brachycentridae.

## Espèces rencontrées en Europe
Selon Fauna Europaea (27 oct. 2012) :
- Brachycentrus maculatus (Fourcroy, 1785)
- Brachycentrus montanus Klapalek, 1892
- Brachycentrus subnubilus Curtis, 1834

## Liste d'espèces
Selon ITIS (28 avr. 2010) :
- Brachycentrus carpathicus  Dziedzielewicz, 1895
- Brachycentrus cinerea  Walker, 1852
- Brachycentrus signata  (Fabricius, 1781)

Selon NCBI (28 avr. 2010) :
- Brachycentrus americanus
- Brachycentrus fuliginosus
- Brachycentrus nigrosoma
- Brachycentrus subnubilus